# Avenida San Martín de Porres
La avenida San Martín de Porres es una de las principales avenidas de la ciudad de Cajamarca, en el Perú. Se extiende de noroeste a sureste a lo largo de más de 20 cuadras, conectando el centro histórico con la zona sur de la ciudad.

## Recorrido
Se inicia en la plazuela Bolognesi, punto de confluencia de las avenidas Los Héroes, Independencia y el jirón Juan XXIII. En sus 5 primeras cuadras cuanta solo con un sentido de circulación, de sureste a noroeste. En la intersección con la avenida Atahualpa (conocida como el Cruce a Jesús) se ubica el concesionario automotriz Manucci Diesel.